# Jevgeni Onegin (opera)

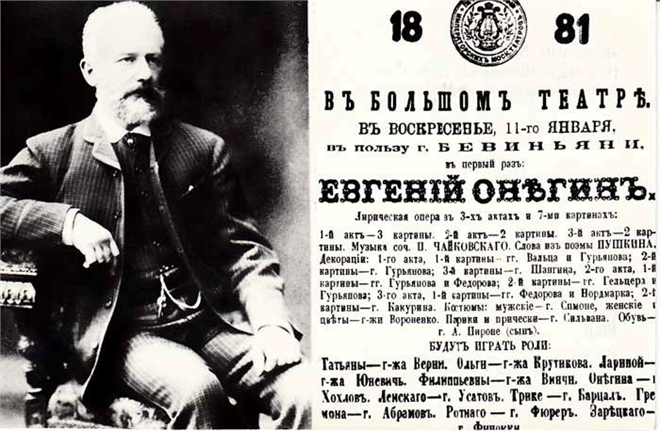
Affiche voor de première van Jevgeni Onegin

Jevgeni Onegin (Russisch: Евге́ний Оне́гин) is een opera van Pjotr Iljitsj Tsjaikovski, gebaseerd op de gelijknamige roman in verzen van Aleksandr Poesjkin.

## Geschiedenis en thema
Poesjkin werkte van mei 1823 tot oktober 1831 aan de roman. In 1833 verscheen het werk voor het eerst in zijn geheel. De hoofdfiguren in Jevgeni Onegin zijn vier jeugdige individuen, namelijk de verwende Onegin, de plattelandsjonkvrouw Tatjana, die uitgroeit tot de echte heldin van het verhaal, de romantische dichter Vladimir Lenski en Tatjana's oudere zus Olga. Het libretto schreef de componist samen met Konstantin Sjilovski. De opera ging op 23 januari 1881 in première in het Bolsjojtheater van Moskou.
Poesjkin beschrijft eenvoudige taferelen over het platteland, de natuur en de seizoenen, over het stadsbeeld van Sint-Petersburg en Moskou en de maatschappij. Op die manier schetst Poesjkin een humoristisch beeld van zijn doelpubliek en de laag van de bevolking waartoe hij zelf hoorde, namelijk de mondaine grootstedelijke burgerij en de adel van het platteland.

### Eerste bedrijf
Tatjana, Olga en hun moeder leiden een afgezonderd bestaan op het platteland. De dromerige Tatjana leest graag de sentimentele romans van Samuel Richardson. Tijdens het oogstfeest vieren de boeren feest. Hun buurman Lenski komt op bezoek met zijn vriend Onegin. Tatjana wordt verliefd op Onegin, Lenski heeft een oogje op Olga. Tatjana schrijft Onegin een liefdesbrief, die ze hem door de meid laat bezorgen. ’s Anderendaags zoekt Onegin haar op en wijst haar beleefd af, verklarend dat hij niet geschikt is voor het gehuwde leven, ofschoon Tatjana wel zijn eerste keuze zou zijn indien hij zich als getrouwd man zou kunnen voorstellen.

### Tweede bedrijf
Onegin is met tegenzin op een bal met Lenski, waar een Fransman genaamd Triquet een lied zingt dat hij speciaal voor Tatjana geschreven heeft. Om Lenski te tergen, danst Onegin de hele nacht met Olga. Lenski wordt kwaad en beschouwt dit als een belediging: hij daagt Onegin tot een duel uit. De volgende ochtend weet Lenski dat hij weinig kans maakt en hij zingt een melancholische aria over het verlies van zijn jeugd. Wanneer Onegin eindelijk met zijn secondant opdaagt, schiet hij Lenski meteen dood.

### Derde bedrijf
Jaren later is Onegin, nu een rusteloze ouder wordende rokkenjager, na vele reizen weer in Rusland. Hij is met de jaren ietwat moedeloos geworden en heeft zichzelf nooit vergeven dat hij zijn beste vriend heeft doodgeschoten. Eensklaps ontmoet hij Tatjana opnieuw: ze is met vorst Gremin gehuwd en is nu dus een prinses. Tijdens een laatste ontmoeting tracht Onegin haar te overreden, met hem mee te komen. Ze vertelt hem dat ze nog steeds van hem houdt en hij bekent haar dat hij destijds ook hetzelfde voor haar voelde. Het is nu echter veel te laat: Tatjana blijft trouw aan haar man en Onegin blijft alleen achter.

## Zangstemmen
In de opera zijn de rollen als volgt verdeeld:
- Larina (Ларина) - mezzosopraan
- Olga (Ольга) - contra-alt
- Tatjana (Татьяна) - sopraan
- Jevgeni Onegin (Евгений Онегин) - bariton
- Filippjevna (Филиппьевна) - mezzosopraan
- Lenski (Ленский) - tenor
- Vorst Gremin (Князь Гремин) - bas
- Zaretski (Зарецкий) - bas
- Trike (Трике) - tenor